# Кшаклевский, Мариан
Мариан Кшаклевский (пол. Marian Krzaklewski; род. 23 августа 1950, Кольбушова, Подкарпатское воеводство) — польский профсоюзный деятель и политик. Второй председатель профсоюза «Солидарность» в 1991—2002. Основатель и лидер правого политического движения Избирательная акция Солидарность (AWS). Депутат сейма в 1997—2001. Представитель «Солидарности» в Европейском социально-экономическом комитете.

## Научно-производственная специализация
Окончил Силезский технический университет Гливице в 1975 году. Специалист по АСУ и вычислительной технике, доктор технических наук. Диссертация посвящена компьютеризации производственных процессов в металлургии.
В 1976—1984 работал в Департаменте систематики комплексной автоматизации Польской академии наук в Гливице. С 1985 — научный сотрудник, с 1988 — доцент Силезского технологического университета. Выступал с лекциями в Католическом университете Люблина.

## Преемник Валенсы
В 1980 году примкнул к движению Солидарность. Был организатором структуры независимого профсоюза в ПАН, входил в руководство профцентра Верхней Силезии. При военном положении не подвергался серьёзным репрессиям (жёстко преследовались известные диссиденты и рабочие активисты, но Мариан Кшаклевский не относился ни к тем, ни к другим).
После релегализации «Солидарности» в 1989 году Кшаклевский вошёл в состав национального руководства профсоюза и Гражданского комитета. 23 февраля 1991 года избран председателем «Солидарности», сменив на этом посту Леха Валенсу.

Я знаю, что иду на смену легенде, но у меня нет времени думать об этом. Я принимаю это на себя в то время, когда трещины в союзе расширяются и роль «Солидарность» меняется.

Мариан Кшаклевский, 23 февраля 1991.

## Против коммунизма и либерализма
Под руководством Кшаклевского в 1990-х профсоюз активно участвовал в польской политике в качестве правопопулистского движения. «Солидарность» поддерживала президента Валенсу. Другими союзниками Кшаклевского являлись правоконсервативные политики — Ян Ольшевский, братья Лех и Ярослав Качиньские. Противниками были Союз демократических левых сил (СДЛС, бывшая ПОРП), Уния труда, другие левые структуры, отчасти либералы из Унии свободы (с последними отношения строились по принципам идеологического противостояния и ситуативно-политического взаимодействия).
Нельзя сказать, чтобы политика Мариана Кшаклевского приводила к крупным успехам. Уже на парламентских выборах 1991 года список «Солидарности» набрал всего около 5 %, а на первые места вышли такие его оппоненты, как либеральная Демократическая уния Тадеуша Мазовецкого и СДЛС. Правительство Яна Ольшевского оказалось неустойчивым и быстро ушло в отставку. Правительство Ханны Сухоцкой, пришедшее к власти при поддержке «Солидарности», было отстранено также при участии профсоюза, инициировавшего вотум недоверия (причины резкой переориентации заключалась в сближении правительства с пост-ПОРП и либеральной приватизационной политике, отвергаемой правыми популистами). На парламентских выборах 1993 года победу одержал СДЛС. В 1995 году Лех Валенса, несмотря на всемерную поддержку «Солидарности», не смог добиться переизбрания.
Более успешными были социальные акции «Солидарности» — борьба за повышение заработков, против приватизации промышленности, банкротств и увольнений. Парадоксальным на первый взгляд образом правые силы выступали под профсоюзными лозунгами против неолиберальной политики «социал-демократов» из бывшей компартии. Таким образом активный антикоммунизм «Солидарности» и лично Кшаклевского вполне коррелировался с популистскими социальными требованиями. Идеологически профсоюз Кшаклевского стоял на позициях социального католицизма. На практике он отстаивал текущие интересы своей социальной базы, безотносительно к экономическим концепциям.

## Правительство AWS
Избирательный успех был достигнут на парламентских выборах 1997 года. Созданная по инициативе Кшаклевского AWS получила более трети поданных голосов и наибольшее количество мандатов в сейме. Был избран и Мариан Кшаклевский от округа в Катовице.
Кшаклевский претендовал на пост премьер-министра, но его кандидатура была неприемлема для либеральной Унии свободы, вступившей в коалицию с AWS. Главой правительства стал Ежи Бузек. Однако Кшаклевский, возглавлявший парламентскую фракцию AWS, обладал большим влиянием на правительственную политику и одно время считался «закулисным премьером». Он также возглавлял парламентскую комиссию по иностранным делам, входил в польскую делегацию в ПАСЕ. Его линия в международных делах основывалась на сближении с консервативными партиями Западной Европы.
Период правления AWS совпал с обострением социально-экономических трудностей. Курс бюджетной экономии за счёт промышленности (повторяющий политику предшествовавших левых правительств) вызывал протесты в социальной базе «Солидарности». Коалиция AWS и либералов раскололась. Правительство предприняло шаги по приватизации и реструктуризации промышленности, что привело к уличным столкновениям активистов «Солидарности» с полицией, направленной против манифестантов правительством «Солидарности». Политический стиль Кшаклевского критиковался за авторитарность, амбициозность, склонность к закулисным интригам. Кшаклевский в ответ настаивал на более энергичной политике, консолидации правых сил в единой социально-католической коалиции.
На президентских выборах 2000 года Мариан Кшаклевский занял лишь третье место, собрав всего 15,6 %. В 2001 году AWS потерпела сокрушительное поражение. Президентство и правительство снова оказались сконцентрированы в руках пост-ПОРП.

## После председательства
Неудачи избирательного цикла 2000—2001 годов привели к отставке Мариана Кшаклевского с поста председателя «Солидарности». На съезде профсоюза в сентябре 2002 года новым председателем был избран инженер-судостроитель Януш Снядек, подпольщик времён военного положения. «Солидарность» сменила политическую тактику — вместо прямого участия в электоральной политике была сделана ставка на поддержку близких политических сил. Этот курс оправдал себя: с 2005 года польская политика определяется двумя партиями, происходящими из «Солидарности» — правоконсервативной и праволиберальной.
Отойдя от активной политики, Мариан Кшаклевский остался членом Национальной комиссии — высшего органа «Солидарности». Он представляет профсоюз в Европейском социально-экономическом комитете. Позиция Кшаклевского учитывается в ряде важных социально-экономических вопросов, хотя его рекомендации далеко не всегда претворяются в практику.
Мариан Кшаклевский состоит в правящей ныне партии Гражданская платформа. Не собираясь возвращаться в политику, сосредоточившись на экспертной деятельности в Брюсселе, он, однако, принимает участие в социальных акциях «Солидарности», включая манифестации сентября 2013 года
Прозвища Мариана Кшаклевского Piękny («Красивый») и Duce («Дуче») отражают его имидж и стиль руководства.